# Institutul Național de Cercetare-Dezvoltare Agricolă Fundulea
Institutul Național de Cercetare-Dezvoltare Agricolă Fundulea (INCDA Fundulea) este un institut de cercetare din România.
Este continuatorul de drept al activității de cercetare efectuate în domeniul plantelor de câmp de către Institutul de Cercetări Agronomice al României (înființat în anul 1927) și de către Institutul de Cercetări pentru Cultura Porumbului (înființat în anul 1957).
A fost înființat în 1962, sub numele de Institutul de Cercetări pentru Cereale și Plante Tehnice (ICCPT) Fundulea, iar din 2003, a fost redenumit în Institutul de Cercetare-Dezvoltare Agricolă (ICDA) Fundulea.
De la 1 ianuarie 2007, unitatea a devenit institut național, cu denumirea Institutul Național de Cercetare-Dezvoltare Agricolă Fundulea, instituție de interes public, cu finanțare extrabugetară și funcționare în regim economic.
La nivelul anului 1990, numărul total de angajați era de 1.286, din care 666 în Sectorul de cercetare și 620 în Sectorul de dezvoltare.
În anul 2004, institutul avea în administrare o suprafață de teren de 4.967 ha, față de 7.078 ha înainte de 1990.

## Structură
Activitatea de cercetare este structurată în două secții:
- Secția „Sisteme de agricultură durabilă” cu laboratoarele:

- Managementul apei și nutriției plantelor;
- Protecția culturilor și a mediului;
- Calitatea și securitatea producției agricole.

- Secția „Îmbunătățirea germoplasmei” cu laboratoarele:

- Genetică și genomică;
- Biotehnologie;
- Îmbunătățirea germoplasmei la plantele autogame;
- Îmbunătățirea germoplasmei la plantele alogame;
- Producere de semințe.